# Sąpy (powiat elbląski)
Sąpy – wieś w Polsce położona w województwie warmińsko-mazurskim, w powiecie elbląskim, w gminie Młynary.
| SIMC    | Nazwa    | Rodzaj                 |
| ------- | -------- | ---------------------- |
| 0152997 | Olszówka | część wsi (do 2023 r.) |
| 1045111 | Olszynka | część wsi              |
| 0153005 | Sucha    | część wsi (do 2023 r.) |

W latach 1975–1998 miejscowość należała administracyjnie do województwa elbląskiego.